# 布雷欧泰
布雷欧泰（法語：Bréauté，法語發音：[bʁeote]）是法国滨海塞纳省的一个市镇，属于勒阿弗尔区。

## 地理
布雷欧泰（49°37'44"N, 0°23'58"E）面积13.91 平方千米，位于法国诺曼底大区滨海塞纳省，该省份为法国北部沿海省份，其西部及北部濒大西洋英吉利海峡，东起顺时针与索姆省、瓦兹省、厄尔省和卡爾瓦多斯省接壤。
与布雷欧泰接壤的市镇（或旧市镇、城区）包括：伯兹维尔-拉格勒尼耶、戈代维尔、贡夫勒维尔卡约、格兰维尔-伊莫维尔、乌克托。

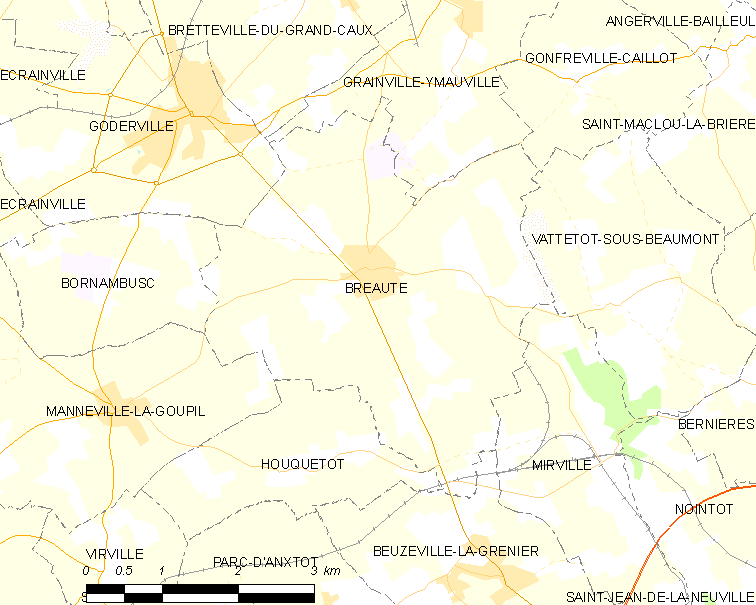
布雷欧泰的OSM定位图

布雷欧泰的时区为UTC+01:00、UTC+02:00（夏令时）。

## 行政
布雷欧泰的邮政编码为76110，INSEE市镇编码为76141。

## 政治
布雷欧泰所属的省级选区为圣罗曼-德科尔博斯克县。

## 人口

1962-2008年间布雷欧泰人口变化图示

布雷欧泰于2022年1月1日时的人口数量为1363人。